# European Society for Philosophy and Psychology
La European Society for Philosophy and Psychology (Société européenne de philosophie et de psychologie) (ESPP) est une association professionnelle européenne qui favorise la discussion et la recherche à l'intersection de la philosophie, de la psychologie et des sciences cognitives. Elle constitue le pendant européen de la Society for Philosophy and Psychology américaine. La première conférence conjointe des deux sociétés a eu lieu à Barcelone en 2004.